# Yellow Bar Mitzvah
Yellow Bar Mitzvah ist die vierte Single-Auskopplung aus dem Studio-Album Started from the Bottom/Krabbenkoke Tape von SpongeBOZZ. Es wurde am selben Tag wie A.C.A.B. II veröffentlicht. Der Beat wurde von Digital Drama produziert und enthält Samples von Purple Lamborghini, Skrillex und Rick Ross.
In Deutschland erreichte das Lied Platz 78 in den Charts, in Österreich Platz 59. In beiden Ländern konnte die Platzierung jeweils eine Woche gehalten werden.
StreetCinema produzierte das Musikvideo.
„Yellow Bar Mitzvah“ ist auch der Titel der 2018 erschienenen Biographie von SpongeBOZZ, alias Sun Diego.
Am 9. Juni 2021 kündigte Sun Diego für den 19. November 2021 sein erstes Soloalbum an, welches ebenfalls den Titel „Yellow Bar Mitzvah“ trägt. Doch zwei Stunden vor Release wurde das Erscheinungsdatum auf den 1. April 2022 verschoben. Das Album wurde anschließend zum zweiten Mal verschoben, diesmal auf den 22. April 2022.